# Musca calleva
Musca calleva är en tvåvingeart som beskrevs av Walker 1849. Musca calleva ingår i släktet Musca och familjen husflugor. Inga underarter finns listade i Catalogue of Life.